# Добринско плато
Добринското плато е плато в Североизточна България, Източната Дунавска равнина, област Варна. Името на платото идва от разположеното в югозападната му част село Добрина, община Провадия.
Добринското плато се издига в източната на Източната Дунавска равнина, като е разположено между Провадийския пролом на Провадийска река на запад, Добруджанското плато на север, Девненската низина на изток и Синделската низина на юг. Дължината на платото от запад на изток е около 10 км, а ширината от север на юг – около 6 км. Максималната му височина е връх Бърдото 360 м, разположен в северната му част, на 900 м югоизточно от село Петров дол.
Платото е изградено от долно- и горнокредни варовици и мергели, припокрити от еоценски глинесто-песъчливи скали. На запад, север и изток склоновете са стръмни, на места отвесни, а на юг плавно се спускат към Синделската низина. Особено забележителни са западните склонове на платото, които се издигат отвесно над левия бряг на Провадийска река в района на град Провадия, короновани от варовикови скални откоси. На места денивелацията над съседните земи надхвърля 300 м. Цялото плато има слаб наклон на юг.
Климатът е умерено-континентален със сравнително студена зима и топло лято. Добринското плато е разчленено от дълбоки долове. От него извира река Манастир, ляв приток на Провадийска река, която тече в южна посока и го разделя на две почти равни части.
В югозападната част на платото се намира село Добрина, а по периферията му са разположени градовете Провадия на запад, Девня на изток и селата Петров дол и Староселец на север и Манастир на юг.

## Топографска карта
- Лист от карта K-35-31. Мащаб: 1 : 100 000.
- Лист от карта K-35-32. Мащаб: 1 : 100 000.